# Bell UH-1 Iroquois
Белл UH-1 «Ирокез» (англ. Bell UH-1 Iroquois, UH от Utility Helicopter) — американский многоцелевой вертолёт фирмы Bell Helicopter Textron, также известный как «Хьюи» (Huey). Одна из самых известных и массовых машин в истории вертолётостроения. Серийно производится с 1960 года. Выпущено большое количество военных и гражданских модификаций. Общее число вертолётов всех модификаций, выпущенных с начала серийного производства, включая лицензионный выпуск вне США — более 16 тысяч шт. По состоянию на 2020 год остается 3-м по численности военным вертолётом в мире. Текущий вариант вертолёта, используемый в корпусе морской пехоты США — UH-1Y.

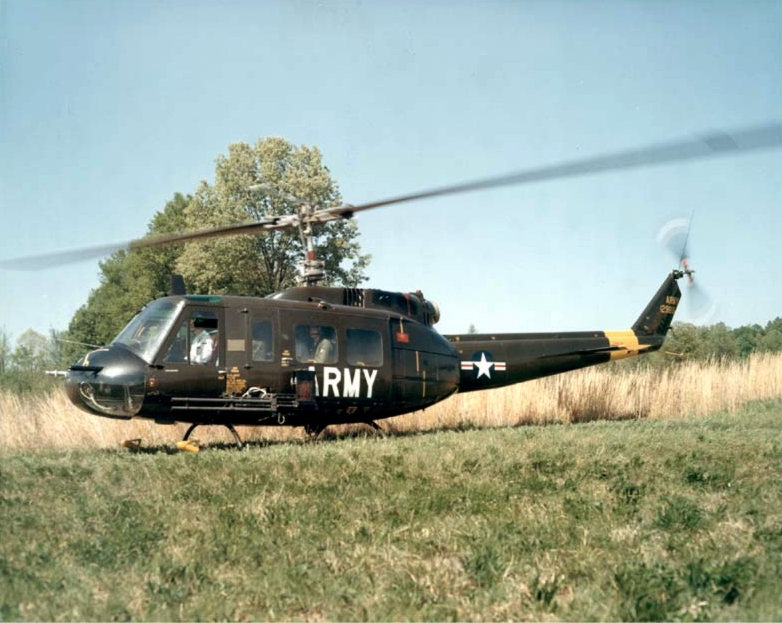
Bell UH-1

## История создания
В 1950-х годах Армией США был объявлен конкурс между вертолётостроительными фирмами, условия которого предполагали создание многоцелевого вертолёта с возможностью его вооружения ракетами и пулемётами. Из предложенных проектов в 1955 году была выбрана разработка фирмы Bell Helicopter Company с обозначением Model 204. На вертолёте предполагалось установить турбовальный двигатель Lycoming T53. Первый из трёх прототипов вертолёта, с обозначением ХН-40, совершил полёт 20 октября 1956 года на заводском аэродроме в Форт-Уэрте (штат Техас). За первой тройкой последовала партия из шести машин, предназначенных для испытаний в полевых условиях, и девять предсерийных вертолётов, которые в войсках получили обозначение HU-1 Iroquois (с 1962 года — UH-1). С 30 июня 1959 года на вооружение Армии США начали поступать первые серийные шестиместные UH-1A, оснащённые двигателем Lycoming T53-L-1A мощностью 770 л. с. Тринадцать вертолётов было вооружено двумя пулемётами калибра 7,62 мм и шестнадцатью НУР калибра 70 мм и приняли участие в боях во Вьетнаме. Некоторые из вертолётов имели дублированное управление и обозначались ТН-1А.
Поставки версии UH-1A в войска закончились в марте 1961 года в связи с поступлением на вооружение улучшенного варианта вертолёта UH-1B с двигателем T53-L-5 мощностью 960 л. с., а позднее T53-L-11 (1100 л. с.). Полезная нагрузка нового вертолёта достигала 1360 кг, при этом он мог поднять двух пилотов и семь солдат в полной экипировке или пять раненых (из них трое на носилках) и одного сопровождающего. В варианте вертолёта огневой поддержки по бокам фюзеляжа устанавливались пулемёты и НУР.
Model 204B — обозначение гражданской и экспортной версии вертолёта. Они оснащались двигателем Т-53-11А. Эта модель получила сертификат лётной годности 4 апреля 1963 года, а до конца 1967 года в гражданский сектор было продано около 60 вертолётов. Шесть UH-1B было закуплено Испанией. Для своих нужд австралийская армия и Королевский австралийский военно-морской флот закупили 32 вертолёта Model 204B. UH-1B выпускался по лицензии японской фирмой Fuji Heavy Industries Ltd (в 2009 году было построено 4 единицы, с 2000 года — 43 единицы в модификации UH-1J) и итальянской Agusta SpA. Итальянский Agusta Bell AB204B оснащался двигателями Rolls Royce Bristol H.1200 Gnome или General Electric T58-GE-3. Для итальянского и испанского флотов фирмой Agusta выпускалась противолодочная модификация АВ 205AS, вооружённая двумя торпедами Mk.44.
В начале 1965 года UH-1B в серийном производстве был заменён новой модификацией UH-1C (Model 540) с улучшенным несущим винтом, позволившим снизить вибрацию, улучшить управляемость и повысить максимальную скорость. В остальном новый вертолёт не отличался от своего предшественника.
Дальнейшим развитием семейства стала модификация UH-1E, предназначавшаяся для Корпуса морской пехоты США (КМП). От UH-1B она отличалась новым составом радиооборудования, а начиная с 1965 года — новым несущим винтом, аналогичным UH-1C. Серийно UH-1E выпускался с февраля 1963 года по лето 1968 года. Вертолёт активно использовался во Вьетнаме для десантных и спасательных операций. В варианте вертолёта огневой поддержки он оснащался двумя пулемётами М60 калибра 7,62 мм и двумя блоками НУР калибра 70 мм (по 7 или 19 ракет).
С 1969 года в войска начали поступать первые из 45 учебных TH-1L и 9 многоцелевых UH-1L. В 1970 году военно-морские силы США получили 27 вертолётов модификации UH-1К, созданных па базе UH-1E, но с двигателем Т53-1-13 мощностью 1100/1400 л. с. и некоторым изменением в составе радиооборудования. Для проведения ночных боевых операций по заказу армии США фирмой Bell был разработан UH-1M, оснащённый спецоборудованием, двумя телекамерами и ночным прицелом.
Самым совершенным из одномоторных Ирокезов являлся UH-1C, переоборудованный в 1968 году и получивший название Huey Tug. На вертолёте был установлен двигатель Lycoming T55-L-7C мощностью 2850 л. с. и несущий винт диаметром 15,24 м. Вертолёт мог нести на наружной подвеске до 3000 кг груза при взлётном весе 6350 кг и развивать максимальную скорость в 259 км/ч.
В июне 1960 года с фирмой Bell был подписан контракт на поставку семи предсерийных YUH-1D (Model 205), отличавшихся от всех своих предшественников увеличенным фюзеляжем (объём кабины 6,23 м³). В новом вертолёте размещались 2 пилота и 12 вооружённых пехотинцев или 6 носилок с ранеными при одном сопровождающем. Полезная нагрузка достигала 1815 кг. Вертолёт оснащался двигателем T53-L-11. Прототип поднялся в воздух 16 августа 1961 года, а 9 августа 1963 года начались поставки первых серийных UH-1D в 11-ю аэромобильную дивизию. В 1964 году армейскими пилотами на этих вертолётах был установлен 21 мировой рекорд. Вертолёт производился для нужд американской армии и на экспорт в больших количествах. Немецкой фирмой Dornier было выпущено 352 вертолёта UH-1D.
В результате установки двигателя T53-L-13 на UH-1D была получена новая модификация UH-1H, выпускавшаяся с начала 1967 года по декабрь 1974 года. Все пять основных топливных баков UH-1H были протектированы, вертолёт также оснащался бронекреслами пилотов. Из 979 выпущенных вертолётов 9 было продано Новой Зеландии и 9 — Канаде (канадское обозначение — CUH-1D).
Разработана и пятнадцатиместная модификация (Model 205А-1) с двигателем T53-L-13A мощностью 1250 л. с. Объёмная кабина этого вертолёта (7,02 м³) могла легко трансформироваться под транспортные, спасательные или санитарные цели. Вертолёты этого типа производились по лицензии итальянской фирмой Agusta (AB 205) и тайваньской AIDS.
С апреля 1965 года в семье «Ирокезов» появляются двухмоторные вертолёты. Первенцем оказалась Model 208, представлявшая собой серийный UH-1D, оборудованный парой двигателей Continental XT67-T-1 суммарной мощностью 1400 л. с. Вертолёт послужил прототипом для дальнейших двухмоторных модификаций. Установкой на UH-1H в 1968 году пары двигателей Pratt & Whitney PT6T-3, названных Turbo Twin Рас суммарной мощностью 1800 л. с., была получена новая модификация — Model 212. Для вооружённых сил США фирмой Bell было выпущено 145 таких вертолётов, получивших обозначение UH-1N. По заказу Канады фирма изготовила 70 CUH-1N. В Италии они выпускались под обозначением АВ 212.
Последней серийной модификацией являлась Model 214 Huey Plus, созданная на базе усиленного фюзеляжа UH-1Н и несущего винта от UH-1C диаметром 15,5 м. На вертолёте устанавливался двигатель Lycoming T53-L-702 мощностью 1900 л. с. Взлётный вес вертолёта достиг 4989 кг, а максимальная скорость составляла 305 км/ч.
Отдельной ветвью развития «Ирокезов» являлся один из YUH-1B (Model 533), на котором испытывались различные несущие винты и проводились эксперименты по снижению аэродинамического сопротивления. Впервые Model 533 поднялся в воздух 10 августа 1962 года. Первоначальные изменения касались совершенствования аэродинамики фюзеляжа, повышения мощности двигателя и совершенствования несущего винта. При этом, максимально достигнутая скорость в горизонтальном полёте составила 278 км/ч, а со снижением — 302 км/ч. После установки двух вспомогательных турбореактивных двигателей Continental J69-T-9 (тягой по 420 кг каждый) по бокам фюзеляжа вертолёт развил скорость 338 км/ч. А с более мощными двигателями J69-T-9A (тягой 771 кг) скорость достигла 380 км/ч. Позже вспомогательные двигатели были заменены парой турбореактивных Pratt & Whitney JT12A-8 по 1498 кг тяги каждый, установленных на коротких пилонах по бокам фюзеляжа. В такой конфигурации Model 533 достиг в апреле 1969 года скорости 510 км/ч.
Вертолёты семейства UH-1 Iroquois являются одними из самых массовых в вооружённых силах многих стран мира. С момента начала серийного производства и по наши дни их было выпущено более 10000 экземпляров.
На 1969 год цена одного вертолета составляла 289 625 $ и в последующем 1971 году выросла до 315 833 $ за единицу.

## Задействованные структуры
В производстве и обслуживании вертолётов были задействованы следующие структуры:
Генеральный подрядчик
- Вертолёт в целом — Bell Helicopter Corp., Форт-Уэрт, Техас.

Субподрядчики (фюзеляж и трансмиссия)
- Хвостовая балка — AVCO Corp., Lycoming Division, Нэшвилл, Теннесси;
- Трансмиссия — Kelsey-Hayes Co., Steel Products, Inc., Спрингфилд, Огайо;
- Главная трансмиссия, коробка приводов — Steel Products Co., Спрингфилд, Огайо;
- Лыжное шасси — Alsco, Inc., Форт-Уэрт, Техас (UH-1B/D);
- Топливные баки — U.S. Rubber Co.[англ.], Мишавока, Индиана (UH-1B/D);
- Турбовентилятор обдува маслорадиатора — Benson Manufacturing Co., Канзас-Сити, Миссури;
- Лопасти несущего винта, склееные панели — Whittaker Corp., Advanced Structures Division, Монровия, Калифорния;
- Колонка несущего винта — Menasco Manufacturing Co.[англ.], Форт-Уэрт, Техас;
- Втулка несущего винта — Mid-Continent Manufacturing Co., Абилин, Техас; Menasco Manufacturing Co., Форт-Уэрт, Техас;
- Автомат перекоса — Crescent Enterprises, Inc., Талса, Оклахома; Mid-Continent Manufacturing Co., Абилин, Техас;
- Стабилизатор поперечной устойчивости — Gil Co, Inc., Пасадина, Калифорния; Crescent Enterprises, Inc., Талса, Оклахома;
- Поводок и серьги автомата перекоса — Phemco, Inc., Финикс, Аризона; Crescent Enterprises, Inc., Талса, Оклахома;
- Кресла — C. R. Daniels Co., Дэниэлс, Мэриленд (UH-1B/D); Davis-Westholt, Inc., Уичито, Канзас (UH-1B); Alsco, Inc., Форт-Уэрт, Техас (UH-1D).

Субподрядчики (двигатель)
- Система подачи топлива — Colt Industries Inc., Chandler-Evans Control Systems Division, Вест-Хартфорд, Коннектикут; Fairbanks Whitney Corp., Chandler Evans Corp. (CECO), Вест-Харфорд, Коннектикут;[8]
- Статоры — Stalker Corp., Эссексвилл, Мичиган;
- Диски и лопатки турбины компрессора — Thompson Ramo Woolridge, Inc., Кливленд, Огайо;
- Сборочные узлы, редукторы, валы, хомуты — Curtiss-Wright Corp., Вуд-Ридж, Нью-Джерси;
- Детали машинной обработки — OK Machine & Tool Co., Нью-Йорк; Vinco Corp.[англ.], Детройт, Мичиган; United Shoe Machinery Corp.[англ.], Беверли, Массачусетс; Numerical Machinery Co., Кливленд, Огайо;
- Сварные детали — Portland Copper & Tank Works, Саут-Портленд, Мэн;
- Литые детали — Hills-McCanna Co., Чикаго, Иллинойс; Misco Casting Co., Уайтхолл, Мичиган; Rolle Manufacturing Co., Лансдейл, Пенсильвания;
- Фланцы и кольцевые элементы — American Welding Co., Уоррен, Огайо;
- Тахометр — AMF, Inc., Dalkin Division, Чикаго, Иллинойс;
- Форсажная камера — Standard Thompson Corp., Уолтем, Массачусетс;
- Термопара — General Electric Co., Вест-Линн, Массачусетс;
- Фильтр — Fran Corp., Провиденс, Род-Айленд;
- Форсунка — Delvan Co., Де-Мойн, Айова;
- Разборные трубки — AeroQuip Co., Джэксон, Миссисипи;
- Подшипники — Rollway Bearing Co., Inc., Ливерпуль, Нью-Йорк;

Поставщики бортового оборудования по заказу генподрядчика (CFE)
- Гидронасосная система — Sperry Rand Corp., Vickers, Inc., Aero Hydraulics Division, Торренс, Калифорния;
- Приборная доска, генератор переменного тока, преобразователь постоянного тока — Bendix Corp., Red Bank Division, Итонтаун, Нью-Джерси.

Поставщики бортового оборудования по госзаказам (GFE)
- Авиадвигатель — AVCO Corp., Lycoming Division, Стратфорд, Коннектикут; United Aircraft Corp., United Aircraft of West Virginia, Inc., Бриджпорт, Западная Виргиния (UH-1N);
- Стартер-генератор — Lear-Siegler, Inc.[англ.], Кливленд, Огайо;
- Гирокомпас — General Electric Co., Филадельфия, Пенсильвания;
- Высокочастотный приёмопередатчик AN/ARC-52 — Collins Radio Co., Inc.[англ.], Сидар-Рапидс, Айова;
- Азимутально-дальномерная радиосистема ближней навигации AN/ARN-52 — ITT Corp., Federal Laboratories Division, Натли, Нью-Джерси; Republic Electronics Industries, Inc., Хантингтон, Лонг-Айленд; Stewart-Warner Corp.[англ.], Чикаго, Иллинойс;
- Низкочастотный автоматический радиокомпас AN/ARN-59 — Aircraft Radio Corp.[англ.], Бунтон, Нью-Джерси;
- Автоматический пеленгатор AN/ARA-25A Direction Finder — Perspectron, Inc., Бенсенвилл, Иллинойс.

Ремонт и техобслуживание
- Общий ремонт и техобслуживание, подготовка специалистов по эксплуатации и обслуживанию — Bell Aircraft Co., Форт-Уэрт, Техас; Lockheed Aircraft Corp., Онтэрио, Калифорния;
- Двигатели — AVCO Corp., Lycoming Division, Уильямспорт, Пенсильвания; Curtiss-Wright Corp., Wright Aeronautical Division[англ.], Вудбридж, Нью-Джерси;
- Топливная система — Colt Industries Inc., Chandler-Evans Control Systems Division, Вест-Хартфорд, Коннектикут.

## Тактико-технические характеристики
Источник данных: Уголок неба

Технические характеристики
- Экипаж: 1-2 человека
- Пассажировместимость: 8 человек
- Грузоподъёмность: 1361 кг
- Длина: 12,98 м
- Диаметр несущего винта: 13,41 м
- Высота: 3,84
- Масса пустого: 2300 кг
- Максимальная взлётная масса: 4309 кг
- Силовая установка: 1 × Textron Lycoming T53-L-11
- Мощность двигателей: 1 × 820 кВт

Лётные характеристики
- Максимальная скорость:  238 км/ч
- Крейсерская скорость: 204 км/ч
- Практическая дальность: 615 км
- Практический потолок: 3505 м
- Статический потолок: 3230 м
- Скороподъёмность: 427 м/мин

Вооружение
- Стрелково-пушечное: M60С, M2HB, M134
- Управляемые ракеты: AGM-22, BGM-71 TOW
- Неуправляемые ракеты: 7-зарядные или 19-зарядные 70 мм ракетные блоки

## Боевое применение

### Вьетнам

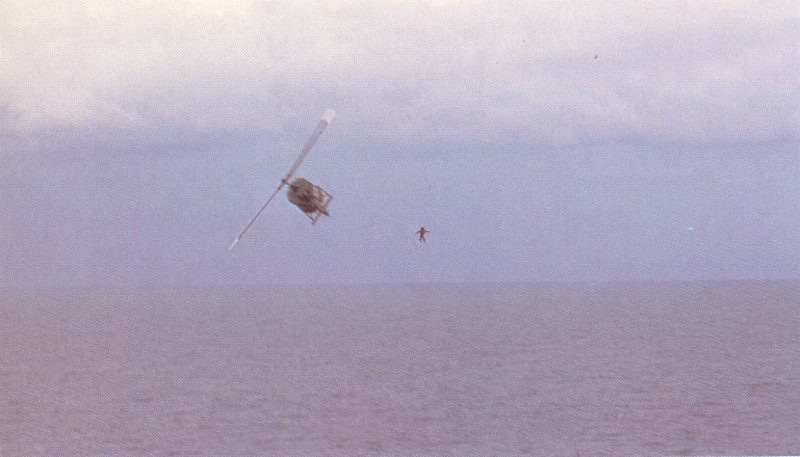
Южновьетнамский пилот прыгает в море из своего Huey

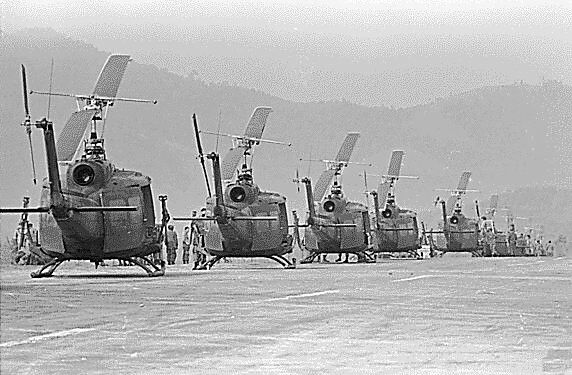
UH-1 в Полей-Кленг, Центральное высокогорье. Апрель 1969 года

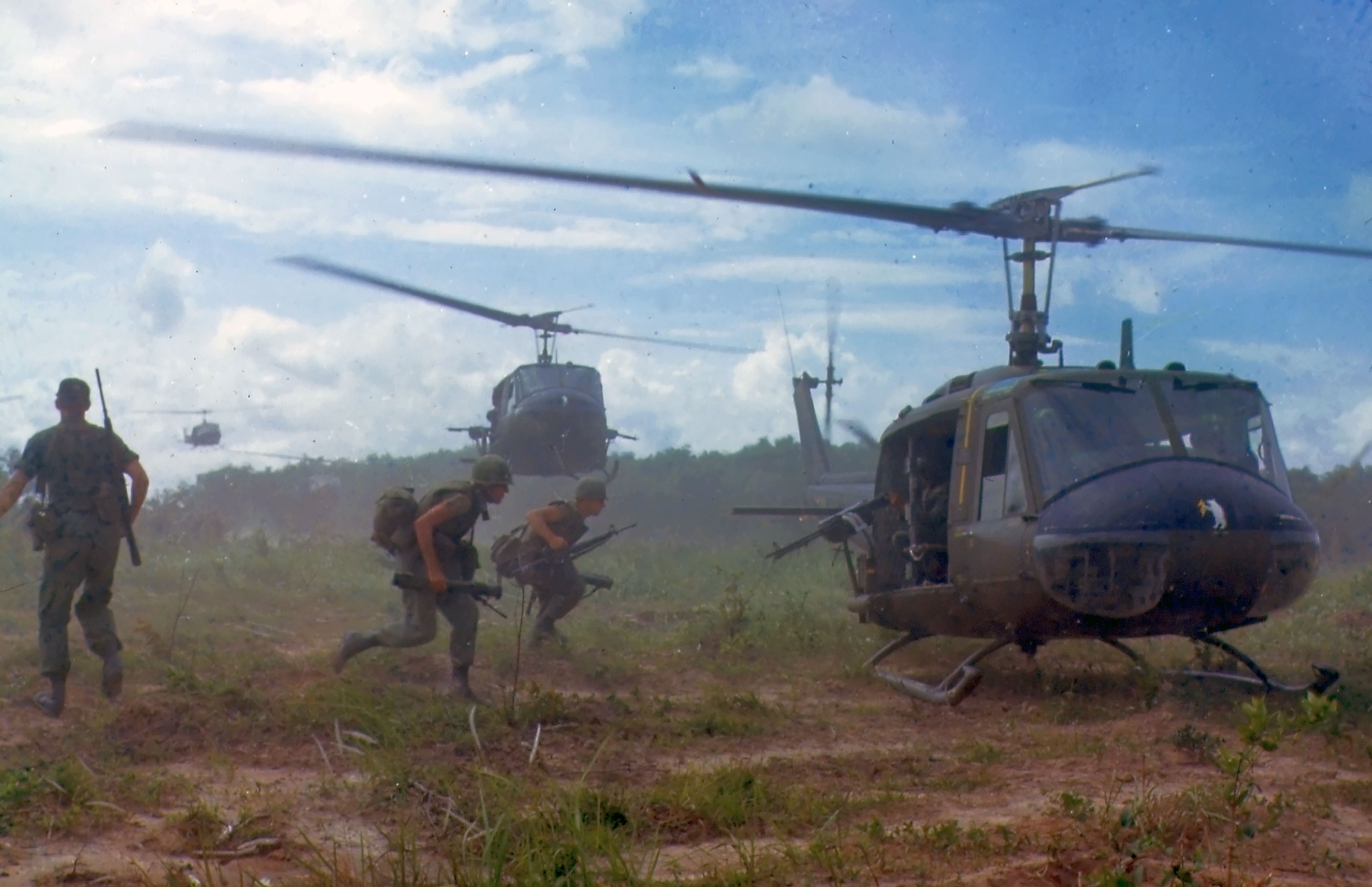
Переброска пехоты, Вьетнам, 1966

В 1962 году первые вертолёты UH-1 прибыли в Южный Вьетнам. Спустя два года они полностью заменили там устаревшие CH-21.
UH-1 стал основным вертолётом вооружённых сил США в Юго-Восточной Азии и одним из символов Вьетнамской войны. Первый опыт массового применения «Хьюи» в боевой обстановке получила вновь сформированная 1-я кавалерийская (аэромобильная) дивизия, прибывшая во Вьетнам в сентябре 1965 года. В ходе боевого применения быстро проявились основные недостатки UH-1. Для облегчения вертолётов с них снимали всё ненужное оборудование, в частности, сдвижные двери. Слабым местом у ранних «Хьюи» оказались непротектированные баки, снизившие живучесть вертолёта. Обе проблемы были решены. Топливная система была переделана, а на вертолёты модификации UH-1H устанавливался более мощный двигатель.
Основными модификациями во Вьетнаме были UH-1B, UH-1C, UH-1D и UH-1H. Они использовались для решения самых различных задач. Вертолёты, предназначенные для переброски личного состава, на солдатском жаргоне носили название «слик» (от «slick» — гладкий, скользкий: так эти вертолёты называли из-за своего более "гладкого" и "обтекаемого" внешнего вида по сравнению с "ганшипами" ввиду отсутствия навесного вооружения) . UH-1B и UH-1C в основном использовались для огневой поддержки войск и сопровождения транспортных вертолётов, для чего дополнительно вооружались блоками неуправляемых ракет и пулемётами; они назывались «ганшипами» (gunship), а официальным определением было ARA (Aerial Rocket Artillery — «воздушная ракетная артиллерия»). Если вертолёт выполнял эвакуацию раненых и убитых с поля боя, он назывался «медивак» (MedEvac, сокращённо от «медицинская эвакуация», в случае, если был специально оборудован и помечен как санитарный) или «дастофф» (Dustoff, традиционный тактический позывной неспециализированного транспорта, производящего медицинскую эвакуацию). Во время северовьетнамского Пасхального наступления 1972 года два UH-1B прошли испытания в совершенно непривычной для них роли «охотников за танками», используя новейшие противотанковые ракеты TOW. При отражении северовьетнамского наступления на город Контум 26 мая ракетами TOW с вертолётов за одно утро было уничтожено девять танков (пять Т-54 и четыре ПТ-76) и ряд других целей. Вне зависимости от текущей роли вертолёты всегда несли пулемётное вооружение, а в экипаж обязательно включались два бортовых стрелка.

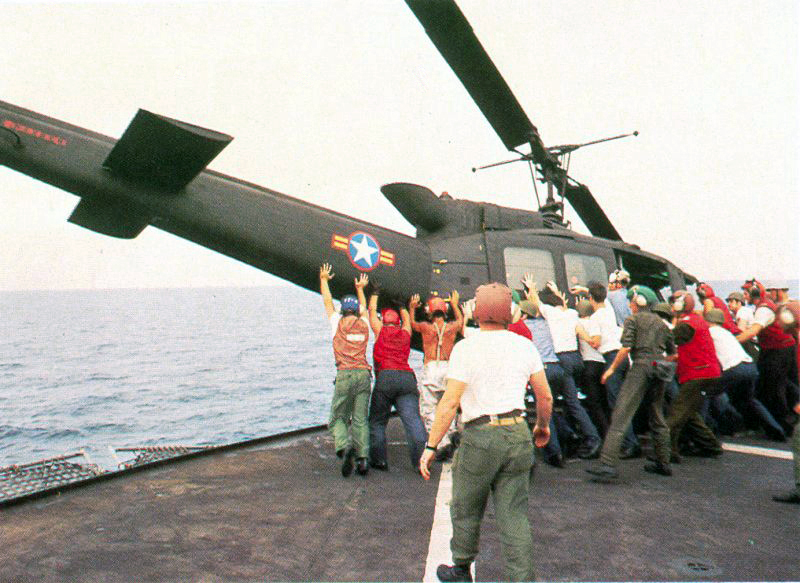
1975. Операция «Порывистый ветер». Южновьетнамский «Хьюи» сталкивают за борт корабля, чтобы освободить место на палубе

Вертолёты широко использовались во Вьетнаме всеми американскими подразделениями, хотя обычная пехотная дивизия имела намного меньший авиапарк, чем аэромобильная. В июле 1968 года статус аэромобильной получила 101-я воздушно-десантная дивизия. Основную часть «Хьюи» использовала Армия США, небольшое количество было у Корпуса морской пехоты, ВВС и ВМС; кроме того, свои собственные машины использовали южновьетнамская и австралийская армии. На пике войны американские вертолёты совершали несколько тысяч вылетов в сутки, и львиная доля приходилась на UH-1.

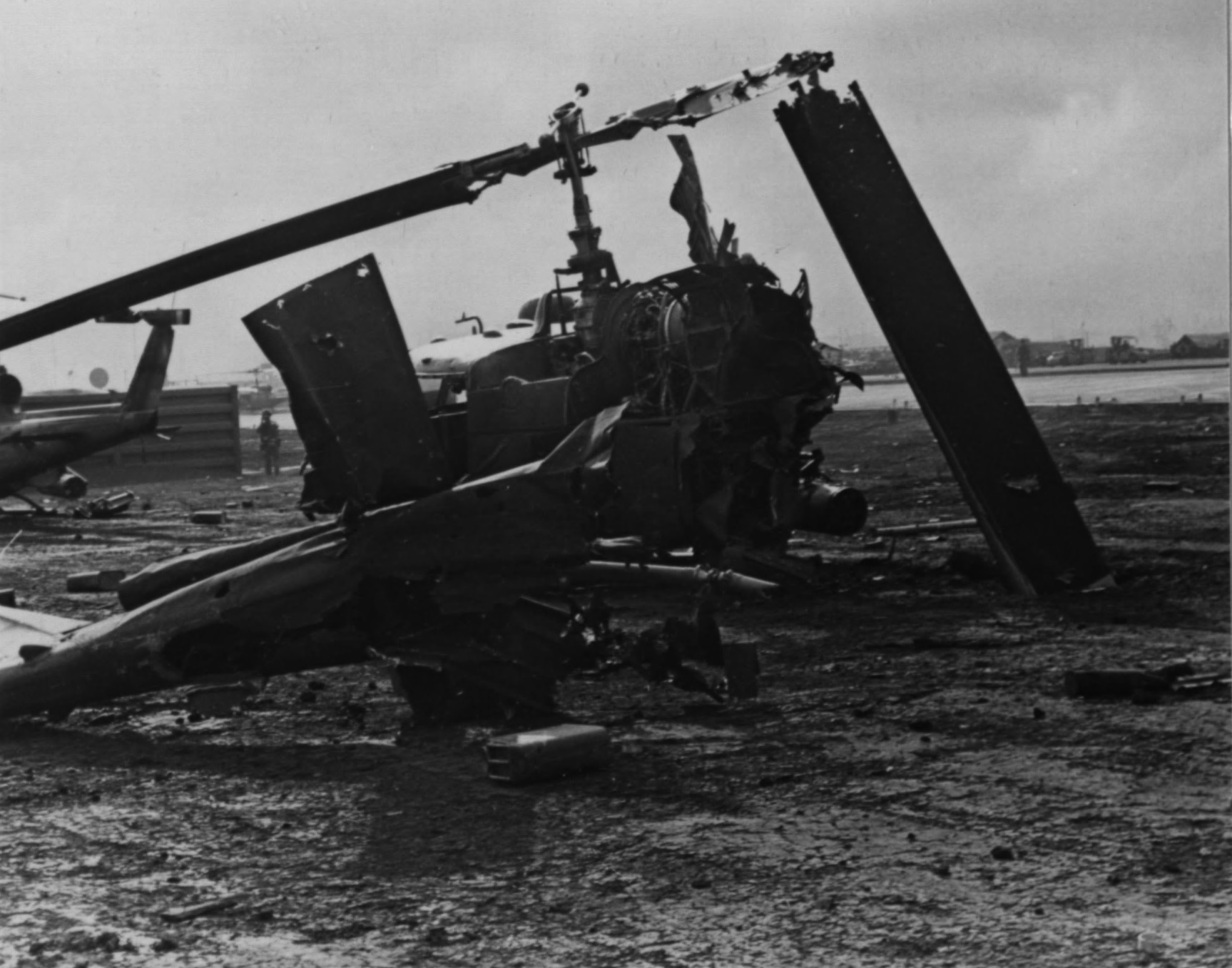
Развалившийся на две части UH-1 после попадания северовьетнамского снаряда по аэродрому в Кхе Сань. В ходе войны были уничтожены тысячи таких вертолётов

Всего за время войны в боевых действиях участвовали в общей сложности 7013 американских вертолётов UH-1. Из этого количества 3305 машин были уничтожены, а также значительная часть была оставлена Южному Вьетнаму. Один «Хьюи» был сбит северовьетнамским истребителем МиГ-17. Последние три потери американских UH-1 произошли в конце войны во время операции «Хошимин», один упал в море не долетев до корабля USS Blue Ridge, один был поражён ракетой на земле и один (б/н N47001) был брошен и захвачен северовьетнамцами. В американских вертолётах погибло 2709 американцев без учёта погибших южновьетнамцев. Число погибших пилотов UH-1 составило 1074, 1103 других членов экипажа, 532 американских пассажира и не менее большое количество южновьетнамских пассажиров..
Австралийцы потеряли в ходе войны 7 «Хьюи».
Известно о не менее чем 1239 UH-1, поставленных Южному Вьетнаму. (1153 до декабря 1972 года и 86 в 1974). Несколько десятков UH-1 получила также Камбоджа.
К 31 марта 1972 года южновьетнамцы получили 765 вертолётов UH-1, из которых было безвозвратно потеряно 142 машины. В апреле, в двухнедельном бою за Ан Лок было сбито 63 и тяжело повреждено 391 южновьетнамских UH-1. Для восполнения потерь в ходе операции Enhance Южному Вьетнаму было поставлено 286 UH-1. В период с начала 1973 по середину 1974 года было сбито 49 «Хьюи» Южного Вьетнама. В конце 1974 один UH-1 был угнан в ДРВ. Перед наступлением 1975 года южновьетнамцы имели более 500 вертолётов Huey. Армия Южного Вьетнама была разгромлена. В качестве трофеев северовьетнамцами было захвачено 455 вертолётов UH-1: 434 южновьетнамских и 1 американский UH-1 в Южном Вьетнаме и 20 камбоджийских UH-1 были взяты в качестве трофеев в Камбодже. Около 90 Huey смогли улететь на корабли 7-го флота США, при этом 67 из них пришлось утопить в море. Ещё 45 UH-1 улетело на авиабазу U Tapao в Таиланде. Таким образом из не менее 1239 поставленных «Хьюи», южанам удалось эвакуировать лишь около 80.
Много вертолётов погрузили на советские корабли и отправили в СССР и другие страны.
Таким образом общее количество безвозвратных потерь UH-1 в ходе войны составило более 4500 машин (3305 США, около 1160 Южный Вьетнам, около 50 Камбоджа и 7 Австралия).

### После Вьетнама
Разные модификации UH-1 использовались во всём мире в разных боевых операциях. UH-1 применялся во время вторжения США на Гренаду и операции в Панаме. Участвовал в операции «Буря в пустыне», принимал участие в миротворческой миссии в Сомали. Сейчас[когда?] вертолёт используется вооружёнными силами США в Афганистане и Ираке.

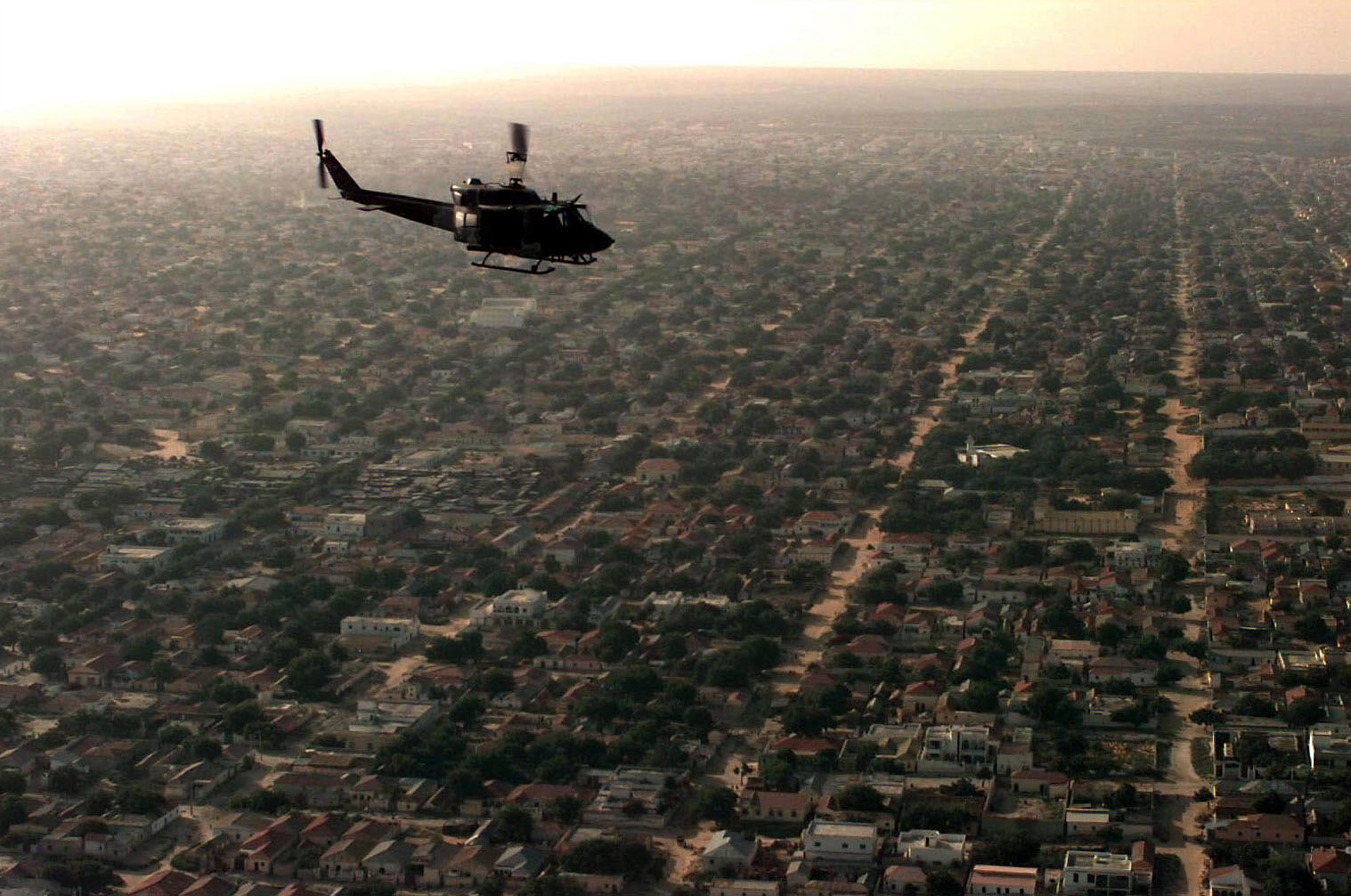
Вертолёт морской пехоты США UH-1 совершает патрулирование над Могадишо. Операция «Возрождение надежды». Декабрь 1992 года

### Турция
Турецкое вторжение на Кипр
72 турецких вертолёта UH-1 участвовали в десантных операциях на острове Кипр. 12 вертолётов было повреждено огнём греков-киприотов.
Война против курдов
Турция, также как Ирак и Иран, вела войну против курдских повстанцев. 31 августа 1979 года между Банехом и Мариваном два турецких вертолёта Bell-212 были обстреляны из стрелкового оружия. Оба вертолёта получили повреждения и смогли вернуться на базу. 1 апреля 1988 года курды возле деревни Мардин из РПГ-7 сбили полицейский вертолёт UH-1, пилот погиб.

### Израиль
Вертолёты UH-1 в различных модификациях широко использовались Израилем в различных войнах. В 1967 году Израиль получил первые Bell-205, в 1971 Bell-206.
В ходе войны на Истощение использовался для эвакуации сбитых израильских лётчиков. 19 августа 1969 года израильский Bell-205 (пилот к-н Эцион) выполнял поисково-спасательную операцию по спасению сбитого командира 102-й эскадрильи возле Суэцкого канала. Вертолёт попал под египетский огонь с земли, был повреждён и был вынужден отменить операцию.
За время Октябрьской войны Израиль потерял пять вертолётов Bell-205. 7 октября израильский Bell-205 был сбит египетским истребителем МиГ-17Ф. 11 октября израильский вертолёт был расстрелян сирийским МиГ-21МФ после того как совершил посадку для эвакуации сбитого лётчика. 17 октября над «Китайской фермой» Bell-205 был сбит огнём египетских автоматчиков. 18 октября был потерян ещё один вертолёт. 26 октября во время вылета на гору Хермон Bell-205 зацепил землю и совершил вынужденную посадку. Вертолёт был уничтожен ударом «Фантомов».
Принимали участие в ходе гражданской войны в Ливане. В войне было потеряно как минимум четыре вертолёта:
6 июня 1982 года, в первый день операции «Мир Галилее», огнём автомата Калашникова был сбит Bell-212 «Анафа».
16 июня 1982 года над территорией Ливана Bell-212 врезался в электрический кабель и разбился, весь экипаж погиб.
21 сентября 1985 года палестинцы огнём РПГ уничтожили вертолёт Bell-212.
1 июля 1992 года возле ливанского города Накура с водной поверхностью столкнулся Bell-212, один из бойцов спецподразделения, находившийся на борту погиб.

### Иран
Курдский конфликт
17 августа 1979 года четвёрка иранских Bell-214 проводила операцию против кудрских повстанцев возле Павеха. При подлёте к населённому пункту вертолёты попали под интенсивный обстрел и один был сразу сбит. Все три члена экипажа погибли при крушении.
Ирано-иракская война
У обеих сторон имелись модернизированные вертолёты. Иран в составе армейской авиации имел 260 Bell-214, 142 AB-205 и 40 AB-206. ВВС Ирана имели 40 Bell-214, 10 AB-206 и 8 AB-205. ВМС Ирана имели 14 AB-212. Таким образом, всего Иран имел 514 таких вертолётов. Один иранский Bell-214 разбился в ходе довоенных столкновений. Несколько иранских «Хьюи» было сбито иракскими вертолётами Ми-25. Кроме того неизвестное число вертолётов было сбито иракскими самолётами. Ирак в конце войны использовал глубоко модернизированные вертолёты до уровня Bell 214ST. Один такой вертолёт был сбит иранским истребителем F-4E «Фантом», став последней жертвой воздушных боёв в войне. В ходе войны было сбито и разбилось 135 иранских вертолётов этого типа, ещё неизвестное число было списано из за повреждений и недостатка запчастей.
Курдский конфликт (продолжение)
Известно о потере 2 вертолётов Bell-214:
22 февраля 2007 года иранский вертолёт Bell-214A с 10 людьми на борту был сбит произраильскими террористами ПСЖК. При крушении погибло 9 человек, включая бригадного генерала Саида Гаххари, командира 3-й дивизии специальных сил Республиканской Гвардии. Выжил только пилот капитан Мехди Амири, однако позже он был убит в плену;
17 августа 2008 года иранский вертолёт Bell-214A, выполняя разведывательный полёт, упал в горной местности в районе Пираншехра. Все 8 человек находившихся на борту погибли, включая 3 членов экипажа и 5 разведчиков из Республиканской Гвардии. ПСЖК взяло на себя ответственность за сбитие вертолёта.

### Гражданская война в Шри-Ланке
Использовались правительственными силами в боях с тамильскими тиграми. Стал первым летательным аппаратом сбитым в ходе войны. Всего за время гражданской войны было потеряно как минимум 11 вертолётов Huey всех модификаций.

### Война за Фолклендские острова
11 аргентинских UH-1H и Bell-212 было захвачено британскими войсками.

### Гражданская война в Сальвадоре

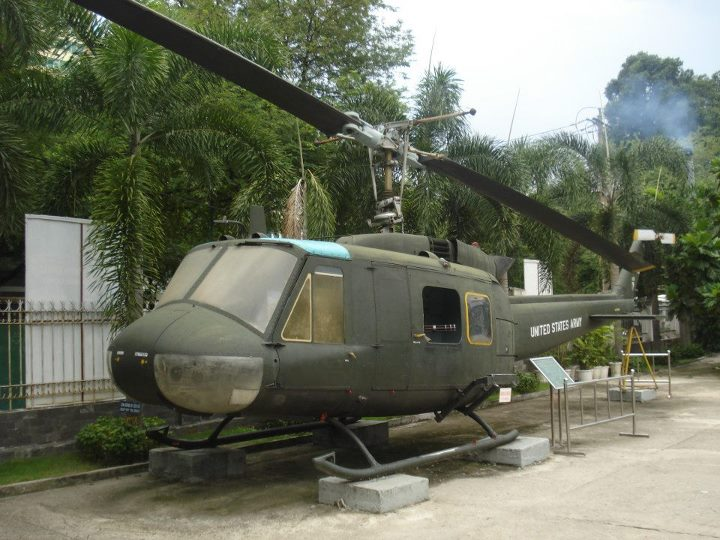
Трофейный американский UH-1 в музее Вьетнама

В ходе войны было сбито, уничтожено и разбилось не менее 27 вертолётов UH-1 ВВС Сальвадора, Армейской Авиации США и ВВС Гондураса.
27 января 1982, прямо на главной базе ВВС Сальвадора в Илопанго, спецназ ФНОФМ уничтожил 7 вертолётов UH-1H. Для исправления тяжёлого положения были осуществлены срочные поставки крупных партий вертолётов UH-1M из США.
23 октября 1984 UH-1M, перевозящий высокопоставленных офицеров ВВС Сальвадора, был сбит бойцами ФНОФМ огнём пулемёта M60. Все 14 человек находившееся на борту, погибли.
13 мая 1986 разбился UH-1H ВВС Сальвадора, по правительственным данным вертолёт упал сам, по данным ФНОФМ, он был сбит огнём стрелкового оружия. Весь экипаж, восемь человек, погиб.
29 ноября 1990 года UH-1M был вынужден выполнять маловысотный полёт из-за угрозы со стороны ПЗРК, в результате вертолёт был сбит огнём стрелкового оружия. Лётчик и его помощник получили лёгкие травмы.
19 декабря 1991 года ФНОФМ сбили UH-1H ВВС Гондураса, который вторгся в воздушное пространство Сальвадора.

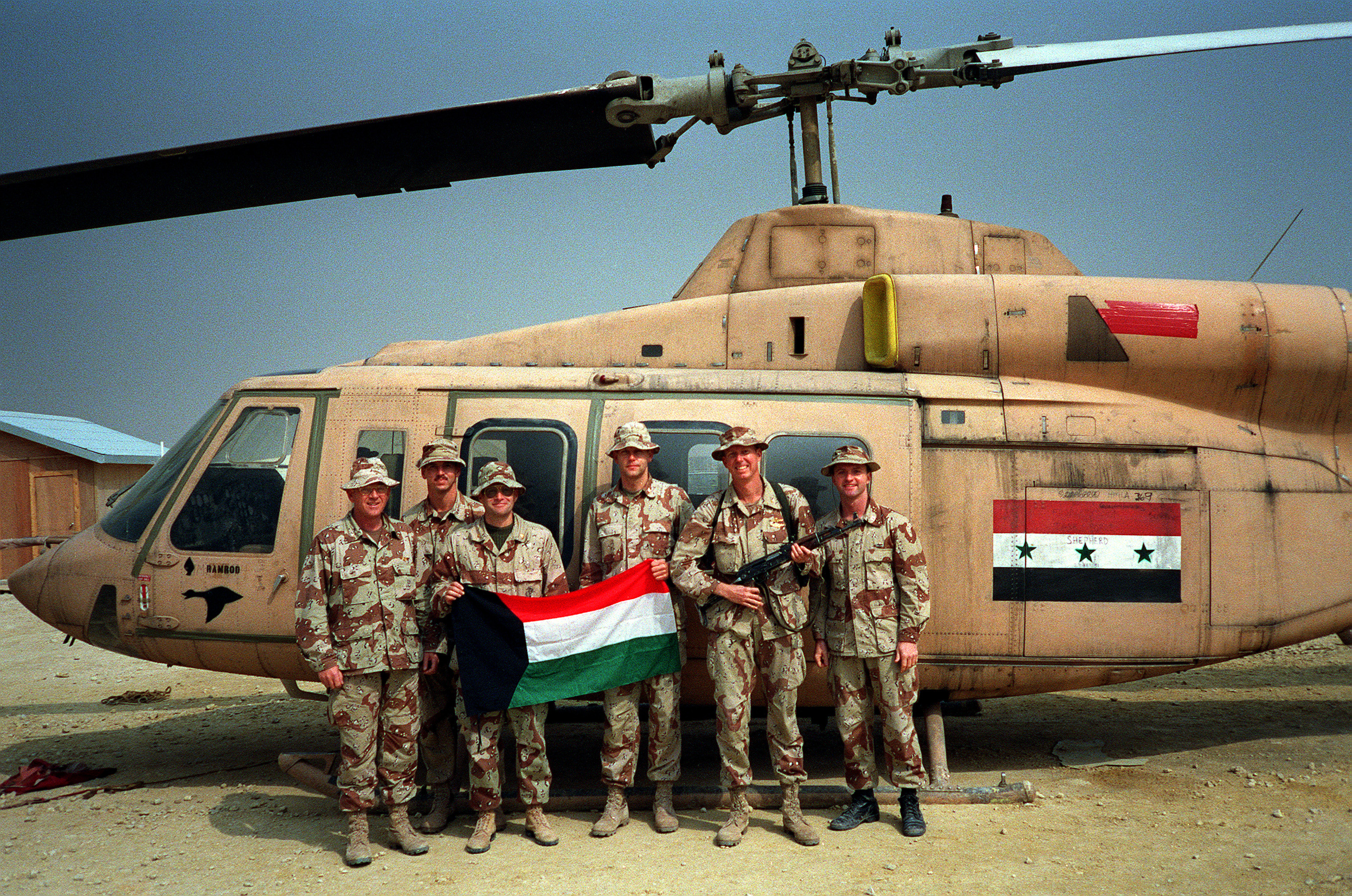
Иракский Bell-214ST, захваченный американцами во время операции «Буря в пустыне». Вертолёт был продан США Ираку буквально за 3 года до его захвата

### Война в Персидском заливе
В ходе войны вертолёты этого типа применялись Ираком и антииракской коалицией. Ирак потерял 2 вертолёта Bell-214ST (1 был захвачен), США потеряли 8 вертолётов UH-1, ещё по крайней мере 1 был повреждён.

### Война в Югославии
7 января 1992 года майор ВВС Югославии, лётчик МиГ-21бис Эмир Шишич около Вараждина (Хорватия) сбил вертолёт AB-206L LongRanger, построенный в Италии и принадлежавший Евросоюзу. Пять человек на борту вертолёта погибли. Шишич был в 2001 году осуждён на 15 лет тюрьмы итальянским судом.

### Война в Ираке
Применялся США и новыми иракскими ВВС. Три американских вертолёта UH-1N и один Bell-412 были потеряны.

### Гражданская война в Колумбии
Применялся с середины 60-х годов в ходе гражданской войны в Колумбии. Полное количество потерянных вертолётов в ходе боевых действий отстаётся неизвестным, снизу перечислены только известные потери от огня противника.
16 февраля 1995 года огнём стрелкового оружия был подбит колумбийский Bell-212, вертолёт совершил вынужденную посадку, экипаж был расстрелян на земле.
18 апреля 1995 года колумбийский Bell-212 получил задание распылить химикаты над плантациями коки на юге страны. Когда вертолёт приступил к распылению химикатов, охраняющие плантацию бойцы FARC, сбили вертолёт огнём стрелкового оружия. После этого случая колумбийцы попросили США усилить бронезащиту вертолётов.
18 января 2002 года UH-1N ЧВК США DynCorp был подбит огнём партизан и совершил вынужденную посадку. Колумбийская полиция попыталась взять под контроль место посадки, но была разбита атаками партизан. В итоге вертолёт пришлось уничтожить 24 января, чтобы он не попал в руки к наркоторговцам.

### Другие конфликты
Bell-412 применялся в ходе гражданской войны в Уганде. Наиболее известной потерей стало крушение вертолёта Bell-412 2 декабря 1983 года возле Касози, тогда погиб весь экипаж 10 человек включая генерал-майора Давида Оуит Ожока.
Применяется в транспортных целях во время операций против повстанцев на территории Камеруна. 22 января 2017 года возле города Бого разбился вертолёт Bell-206, весь экипаж погиб, включая генерала Якоба Коджи.

### Борьба с наркотрафиком
Вертолёты применяли силовые структуры Перу и Колумбии для борьбы с наркотрафиком. С 1992 по 2012 год наркомафия сбила три перуанских вертолёта UH-1H, в числе экипажей которых находилось четыре контрактника США.

## На вооружении
- Ангола — 8 Bell 212, по состоянию на 2016 год[49]
- Австрия — 23 Bell 212, по состоянию на 2016 год[50]
- Аргентина — 30 Bell 205 (UH-1H), 13 UH-1H-II и 8 Bell 212, по состоянию на 2016 год[51]
- Бангладеш — 4 Bell 212, по состоянию на 2016 год[52]
- Бахрейн — 11 Bell 212, по состоянию на 2016 год[53]
- Боливия — 19 Bell 205 (UH-1H), по состоянию на 2016 год[54]
- Босния и Герцеговина — 13 Bell 205 (UH-1H), по состоянию на 2016 год[55]
- Бруней — 10 Bell 212, по состоянию на 2016 год[56]
- Великобритания — 8 Bell 212, по состоянию на 2016 год[57]
- Венесуэла — 6 Bell 212 ASW, по состоянию на 2016 год[58]
- Вьетнам — 11 Bell 205 (UH-1H), по состоянию на 2016 год[59]
- Гватемала 2 Bell 205 (UH-1H) и 8 Bell 212, по состоянию на 2016 год[60]
- Германия — 49 Bell 205 (UH-1H), по состоянию на 2016 год[61]
- Гондурас — 6 Bell 205 (UH-1H), по состоянию на 2016 год[62]
- Греция — 94 Bell 205 (UH-1H) и 12 Bell 212, по состоянию на 2016 год[63]
- Грузия — 12 Bell 205 (UH-1H), по состоянию на 2016 год[64]
- Казахстан — 6 Bell 205 (UH-1H), по состоянию на 2016 год[65]
- Доминиканская Республика — 5 Bell 205 (UH-1H), по состоянию на 2016 год[66]
- Замбия — 9 Bell 205 (UH-1H) и 3 Bell 212, по состоянию на 2016 год[67]
- Израиль — UH-1N под местным названием «Анафа» («Цапля»). Использовались для транспортировки войск и эвакуации потерь во время боевых действий в Ливане в 1980-е годы, было потеряно 3 вертолёта[68].
- Иордания — 36 Bell 205 (UH-1H), по состоянию на 2016 год[69]
- Испания — 12 Bell 212, по состоянию на 2016 год[70]
- Ирак — 16 Bell 205 (UH-1H), по состоянию на 2016 год[71]
- Иран — 10 Bell 212, по состоянию на 2016 год[72]
- Италия — 27 Bell 212, по состоянию на 2016 год[73]
- Йемен — некоторое количество Bell 205 (UH-1H), по состоянию на 2016 год[74]
- Канада — 4 Bell 212, по состоянию на 2016 год[75]
- Кипр — 3 Bell 205 (UH-1H), по состоянию на 2016 год[76]
- Колумбия — 70 Bell 205 (UH-1H) и 22 Bell 212 (UH-1N), по состоянию на 2016 год[77]
- Ливан — 18 Bell 205 (UH-1H) и 7 Bell 212 в небоеспособном состоянии, по состоянию на 2016 год[78]
- Северная Македония: 2 Bell 205 (UH-1H) и 1 Bell 212, по состоянию на 2016 год[79]
- Мексика — 18 Bell 205 (UH-1H) и 20 Bell 212, по состоянию на 2016 год[80]
- Марокко — 3 Bell 212, по состоянию на 2016 год[81]
- Мальта — 2 Bell 212, по состоянию на 2016 год[82]
- Нигерия — 2 Bell 212, по состоянию на 2016 год[83]
- Новая Зеландия — 13 UH-1H Iroquois, по состоянию на 2013 год.
- Оман — 3 Bell 212, по состоянию на 2016 год[84]
- Пакистан — 5 Bell 205 (UH-1H), по состоянию на 2016 год[85]
- Панама — 13 Bell 205 (UH-1H) и 2 Bell 212, по состоянию на 2016 год[86]
- Папуа — Новая Гвинея — 4 Bell 205 (UH-1H) и 1 Bell 212, по состоянию на 2016 год, скорее всего небоеспособны[87]
- Парагвай — 6 Bell 205 (UH-1H), по состоянию на 2016 год[88]
- Перу — 6 Bell 212 и 2 Bell 212 ASW, по состоянию на 2016 год[89]
- Сальвадор — первые шесть вертолётов были поставлены в январе 1981 года, всего получено 88 шт. UH-1H и 24 шт. UH-1M, применялись в ходе гражданской войны 1980—1992 гг. (потеряно не менее 45 машин), на вооружении состоят до настоящего времени[когда?][90]
- Сенегал — 1 Bell 205 (UH-1H), по состоянию на 2016 год[91]
- Саудовская Аравия — более 20 Bell 212, по состоянию на 2016 год[92]
- Словения — 1 Bell 212, по состоянию на 2016 год[93]
- США — 65 UH-1H/V, 74 UH-1N и более 119 UH-1Y, по состоянию на 2016 год[94]
- Таиланд — 111 Bell 205 (UH-1H) и 78 Bell 212, по состоянию на 2016 год[95]
- Тунис — 10 Bell 205 (UH-1H) и 2 Bell 212 (UH-1N), по состоянию на 2016 год[96]
- Турция — более 65 Bell 205 (UH-1H) и 11 Bell 212, по состоянию на 2016 год[97]
- Уругвай — 6 Bell 205 (UH-1H) и 4 Bell 212, по состоянию на 2016 год[98]
- Филиппины — 45 Bell 205 (UH-1H), по состоянию на 2016 год[99]
- Чили — 13 Bell 205 (UH-1H), по состоянию на 2016 год[100]
- Китайская Республика 76 Bell 205 (UH-1H), по состоянию на 2016 год[101]
- Южный Вьетнам — большое количество UH-1H состояло на вооружении ВВС страны во второй половине Вьетнамской войны.
- Южная Корея — более 107 Bell 205 (UH-1H), по состоянию на 2016 год[102]
- Япония — 130 Bell 205 (UH-1H) и 20 Bell 212, по состоянию на 2016 год[103]
- Сальвадор — 2 UH-1M и 19 Bell 205 (UH-1H), по состоянию на 2016 год[104]
- Шри-Ланка — 8 Bell 212, по состоянию на 2016 год[105]

## Особенности конструкции
Фюзеляж полумонококовой конструкции, в его передней части размещена кабина для двух пилотов, сидящих рядом. За кабиной расположен отсек для полезной нагрузки. В нижней части фюзеляжа имеется петля для перевозки грузов на внешней подвеске. В качестве посадочных устройств используются стальные лыжи, на которые могут устанавливаться надувные поплавки, обеспечивающие взлёт и посадку вертолёта на воду. Силовая установка состоит из одного или двух турбо-вальных двигателей. Редуктор и двигатель размещены по оси вертолёта в верхней части фюзеляжа за кабиной экипажа. Система управления оборудована гидроусилителями. Топливная система вертолёта включает два бака, размещённых за кабиной в центре тяжести вертолёта. В целях увеличения перегоночной дальности, внутри фюзеляжа могут устанавливаться два дополнительных бака. Гидравлическая, пневматическая и электрическая системы вертолёта имеют привод от двигателя. Вертолёт оборудован комплексом навигационного и радиоэлектронного оборудования, посадочными прожекторами и навигационными огнями.

## Характеристики
UH-1D — многоцелевой военно-транспортный вертолёт одновинтовой схемы с хвостовым рулевым винтом. Несущий винт двухлопастный с полужёстким креплением лопастей шириной 533 мм. Силовой установкой машин этого типа был турбовальный двигатель Avco Lycoming T53-L-11 мощностью на валу 820 кВт; стандартный запас топлива, составлявший 832 литра, мог дополняться двумя внутренними вспомогательными топливными баками, в результате чего максимальный топливный запас увеличивался до 1968 литров. Широкомасштабное производство вертолётов UH-1D было развёрнуто как для Армии США, так и для вооружённых сил других стран; 352 вертолёта были построены по лицензии фирмой Dornier в Западной Германии. За вертолётом UH-1D был запущен в серийное производство идентичный ему UH-1H с двигателем Avco Lycoming T53-L-13 мощностью на валу 1044 кВт.
- Диаметр главного винта, м: 14,63
- Диаметр рулевого винта, м: 2,59
- Длина, м: 12,77
- Высота, м: 4,42
- Масса, кг:
  - пустого: 2363
  - максимальная взлётная: 4310
- Внутренние топливо, кг: 840 + опционально 1128
- Тип двигателя: 1 ГТД Textron Lycoming T53-L-13
- Мощность, кВт: 1 х 1044
- Максимальная скорость, км/ч: 222
- Крейсерская скорость, км/ч: 204
- Дальность действия, км: 511
- Скороподъёмность, м/мин: 535
- Практический потолок, м: 5910
- Статический потолок, м: 4145
- Экипаж, чел: 1-4
- Полезная нагрузка: 14 солдат или 6 носилок и 1 сопровождающий или 1759 кг груза в кабине или на подвеске

### Вооружение

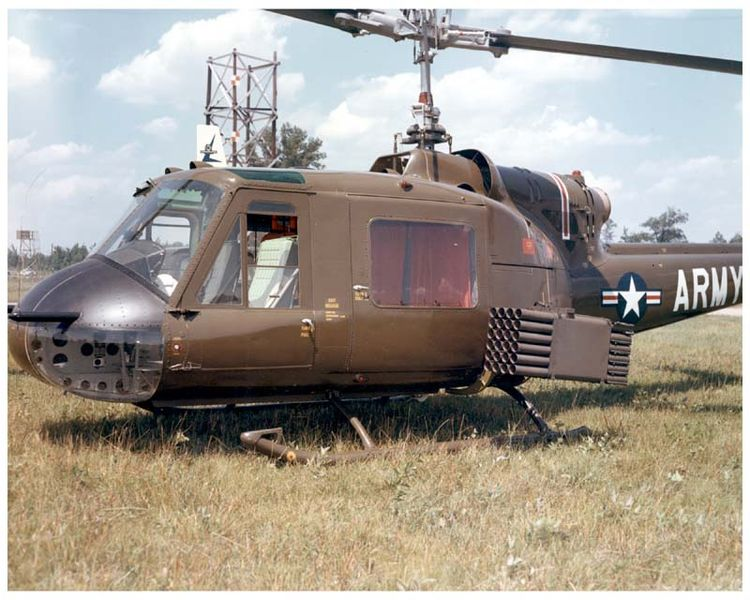
70 мм ракетные блоки, которыми пользовалась воздушная ракетная артиллерия

В дверных проёмах могут устанавливаться два пулемёта M60С или два пулемёта M2HB, или два пулемёта М134 «Миниган» калибра 7,62 мм.

На внешней подвеске могут быть установлены пулемёты M60С, М134 «Миниган», управляемое ракетное вооружение: AGM-22, BGM-71 TOW; неуправляемое ракетное вооружение: 7-зарядные, 19-зарядные 70 мм ракетные блоки или 24-зарядные 70 мм ракетные блоки.

В носовой части вертолёта может быть установлен 40-мм гранатомёт M75 со 150 или 300 зарядами, полностью управляемый пилотом.

## Bell UH-1 Iroquois в сравнении с другими многоцелевыми вертолётами
| Название    | Диаметр несущего винта | Длина фюзеляжа | Максимальная взлётная масса | Мощность   | Экипаж+ Пассажиры | Крейсерская скорость | Макс. скорость | Дальность полёта | Практический потолок | Разработчик     | Первый полёт |
| ----------- | ---------------------- | -------------- | --------------------------- | ---------- | ----------------- | -------------------- | -------------- | ---------------- | -------------------- | --------------- | ------------ |
| Ка-18       | 10,0 м                 | 10,0 м         | 1502 кг                     | 1×200 кВт  | 1 + 3             | 130 км/ч             | 160 км/ч       | 450 км           | 3500 м               | ОКБ Камова      | 1956 год     |
| Bell UH-1D  | 14,63 м                | 17,4 м         | 4310 кг                     | 1×1045 кВт | 1 + 14            | 205 км/ч             | 220 км/ч       | 510 км           | 5910 м               | Bell Helicopter | 1961 год     |
| Ми-2        | 14,50 м                | 11,40 м        | 3659 кг                     | 2×298 кВт  | 1 + 8             | 194 км/ч             | 210 км/ч       | 580 км           | 4000 м               | ОКБ М. Л. Миля  | 1961 год     |
| Bell 206B-3 | 10,16 м                | 12,11          | 1 451 кг                    | 1×310 кВт  | 1 + 4             | ~200 км/ч            | 224 км/ч       | 700 км           | 4115 м               | Bell Helicopter | 1963 год     |

## Модификации

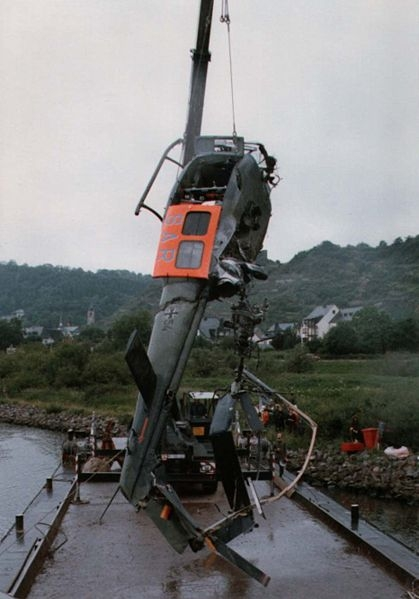

Существует множество вариантов вертолёта UH-1, в том числе и гражданские варианты.
- XH-40 — первый прототип Bell 204. Всего было построено три опытных.
- YH-40 — шесть предпроизводственных вертолётов.
  - Bell Model 533 — один YH-40BF, перестроенный как вертолёт для тестов, на котором испытывались различные несущие винты и проводились эксперименты по снижению аэродинамического сопротивления. В разное время были установлены разные турбореактивные двигатели.
- HU-1A — первые строевые модели Bell 204, в 1962 году получившие обозначение UH-1A.
- UH-1B — модифицированный HU-1A. Разные внешние усовершенствования и оснащение улучшенным двигателем Lycoming T53-L-5 (960 л. с.), а позднее T53-L-11 (1100 л. с.).[106]
- UH-1C — UH-1B с улучшенным двигателем и модифицированными лопастями для улучшения эффективности работы вертолёта в роли ганшипа.
- YUH-1D — семь прототипов UH-1D.
- UH-1D — первая серийная модель Bell 205 (Bell 204 с удлинённой версией фюзеляжа) и первый двухдвигательный «Ирокез». Разработан как военно-транспортный вертолёт, чтобы заменить CH-34, который тогда стоял на вооружении Армии США.
  - HH-1D — поисково-спасательный вариант UH-1D.
- UH-1E — UH-1B/C для Корпуса морской пехоты США с новым составом радиооборудования и авионикой, а начиная с 1965 года — с новым несущим винтом. Первые модели были также оснащены выдвигающейся спасательной лебёдкой.
  - TH-1E — учебно-тренировочный вертолёт на базе UH-1E.
- UH-1F — UH-1B/C для ВВС США с двигателем General Electric T58-GE-3 мощностью 1100 л. с.
  - TH-1F — учебно-тренировочный UH-1F для ВВС США.
- UH-1G — пропущенная модификация, чтобы предотвратить путаницу с AH-1G. Однако обозначение UH-1G давали ганшипам UH-1D/H, действовавшим в Камбодже.
- UH-1H — улучшенный UH-1D.
  - CUH-1H — разработан на основе UH-1H для Канады.
  - EH-1H — 22 вертолёта конвертированы в специальные вертолёты РЭБ и РЭП. Заменены на EH-60A.
  - HH-1H — вертолёт на базе медицинского UH-1H, поисково-спасательный вариант для ВВС США со спасательной лебёдкой.
  - JUH-1H — пять UH-1H, конвертированы для симуляции советского боевого вертолёта Ми-24.
  - TH-1H — учебно-тренировочный на базе вертолёта UH-1H для ВВС США.
- UH-1J — экспортный вариант UH-1H для Японии.
- HH-1K — поисково-спасательный вертолёт для ВМС США со специальным оборудованием ВМС.
- UH-1L — многофункциональный вариант HH-1K.
  - TH-1L — учебно-тренировочный UH-1L для ВМС США.
- UH-1M — ARA («ганшип») на базе UH-1L, для проведения ночных боевых операций, оснащённый спецоборудованием, двумя телекамерами и ночным прицелом.
- UH-1N — первая серийная модель Bell 212, с двумя турбореактивными силовыми установками PT6T Twin-Pac. Корпус морской пехоты проводил множество усовершенствований — от улучшения авионики и защиты вертолёта до установки инфракрасной камеры.
  - VH-1N — конфигурация VIP. Используется в специальной эскадрилье HMX-1 морской пехоты для транспортировки высокопоставленных лиц.
  - HH-1N — поисково-спасательный вариант.
  - CUH-1N — экспортный вариант для Канады. Усовершенствован до CH-135 Twin Huey.
- UH-1P — UH-1F вариант для ВВС США, разработан для операций специального назначения — выброска/эвакуация войск из тыла противника.
- UH-1V — медицинский вертолёт для Армии США.
- UH-1U — единственный прототип для выявления и подавления артиллерийских позиций. Потерпел крушение на авиабазе Эдвардс во время испытаний.
- EH-1X — десять вертолётов РЭБ и РЭП с оборудованием для проведения специальных операций. Заменён на EH-60A.
- UH-1Y — вертолёт, призванный заменить устаревший UH-1N для Корпуса морской пехоты США, будет поставляться по программе H-1 вместе с боевым вертолётом AH-1Z, с аналогичными изменениями и модификациями.

## UH-1 в искусстве

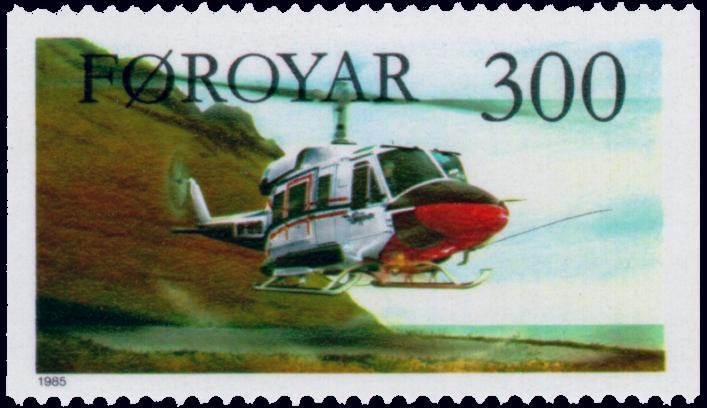
1985 г.

О UH-1 писалось и говорилось немало. Силуэты этого трудяги-бойца часто мелькают в хрониках былых боёв и современных конфликтов, да и художественный кинематограф не обошёл его вниманием. Пожалуй, самый знаменитый фильм с участием Ирокезов — Апокалипсис сегодня, где вертолёты атакуют вьетнамскую деревню под музыку из оперы «Полёт Валькирий» Вагнера.
Образ американских войск, выгружающихся из Хьюи, стал символом в описании Вьетнамской войны и может быть замечен фактически в каждом кино и телешоу по теме.
- Роберт Мэйсон, пилот UH-1, написал автобиографическую книгу «Chickenhawk» («Цыплёнок и ястреб») о своей службе в 1-й кавалерийской (аэромобильной) дивизии во Вьетнаме в 1965-66 годах.
- Фильм «Мы были солдатами».
- Белл 212 (гражданский UH-1), вооружённый Миниганом, присутствует в фильме «Матрица».
- Во вступительной заставке сериала Команда «А» показан UH-1, высаживающий солдат.
- В фильме "Хищник" (1987)
- В фильме Терминатор 2 есть пустые фюзеляжи UH-1C
- В фильме Терминатор:Да придёт спаситель.
- В фильме «Морпехи» несколько раз показан UH-1.
- В фильме «Вавилон», в конце — прибывает медицинский Хьюи.
- В фильме «Форрест Гамп» главного героя впервые доставляют на полевую базу на Хьюи. Также есть сцена со множеством вертолётов в воздухе.
- В фильме "Ангелы Чарли" главный злодей Эрик Нокс скрывается от главных героинь, где он и погибает от перепрограмированной запущенной ракеты.
- В Фильме разлом Сан-Андреас задействован UH-1N
- В фильме Конг остров черепа задействованы UH-1D
- В фильме Инопланетное вторжение. Битва за Лос-Анджелес
- В фильме Мумия (2017)
- В сериале Ходячие Мертвецы показаны покинутые вертолёты этого типа. Также в одной серии UH-1 терпит крушение.

В целом, UH-1 был показан практически во всех фильмах о Вьетнаме, а также в сотнях других фильмов и телесериалов, книг и комиксов.
Кроме того, UH-1 присутствует в компьютерных играх: «DCS: UH-1H Huey» (самая серьезная проработка Хьюи в условиях домашних симуляторов) , Armed Assault 2, War Thunder, «Battlefield: Vietnam», «Conflict: Vietnam», «Men of Valor», «Вертолёты Вьетнама: UH-1», «Call of Duty: Black Ops», «Battlefield: Bad Company 2 Vietnam», «Rising Storm 2» и др.

## Происшествия
6 января 2018 года UH-1 совершил аварийную посадку на пляже в 100 метрах от жилого дома города Урума на острова Икэидзима.
26 ноября 2018 года UH-1 потерпел крушение между домов жилого квартала в районе Санджактепе турецкой провинции Стамбул. Вертолёт вылетел с базы Самандира для тренировочного полёта. Три члена экипажа погибли на месте, один скончался от полученных ранений в госпитале, врачи борются за жизнь мастер-сержанта Озкана Йылмаза.
27 июля 2021 года вертолет ВВС США UH-1 совершил аварийную посадку в Японии.

## Галерея

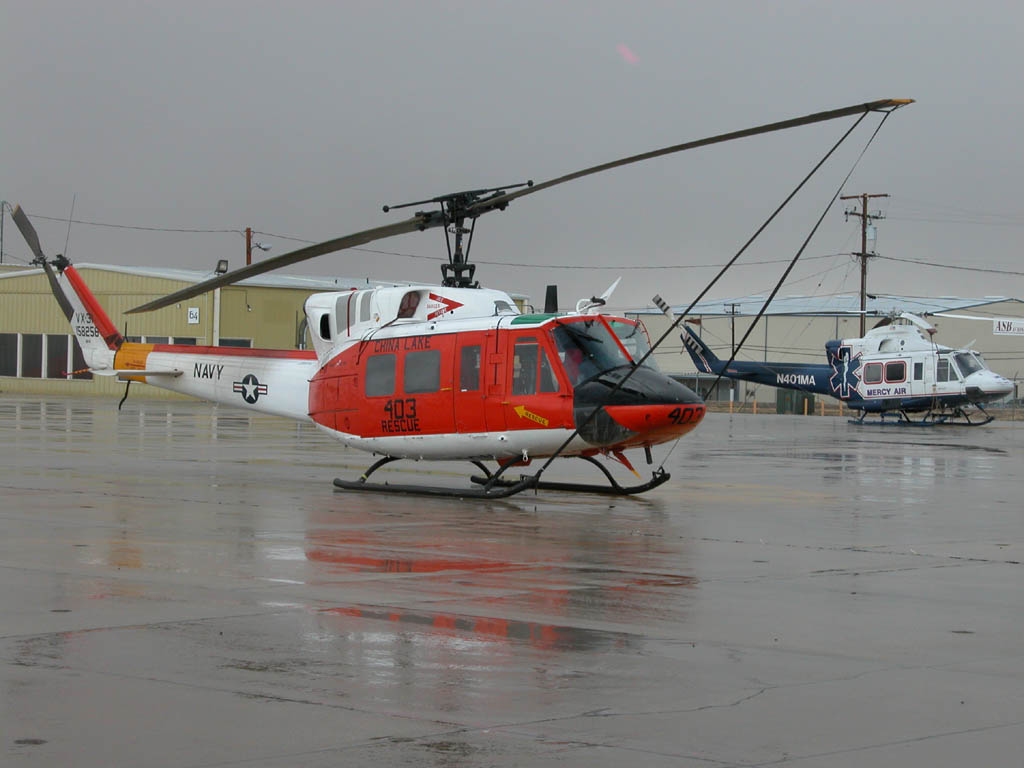
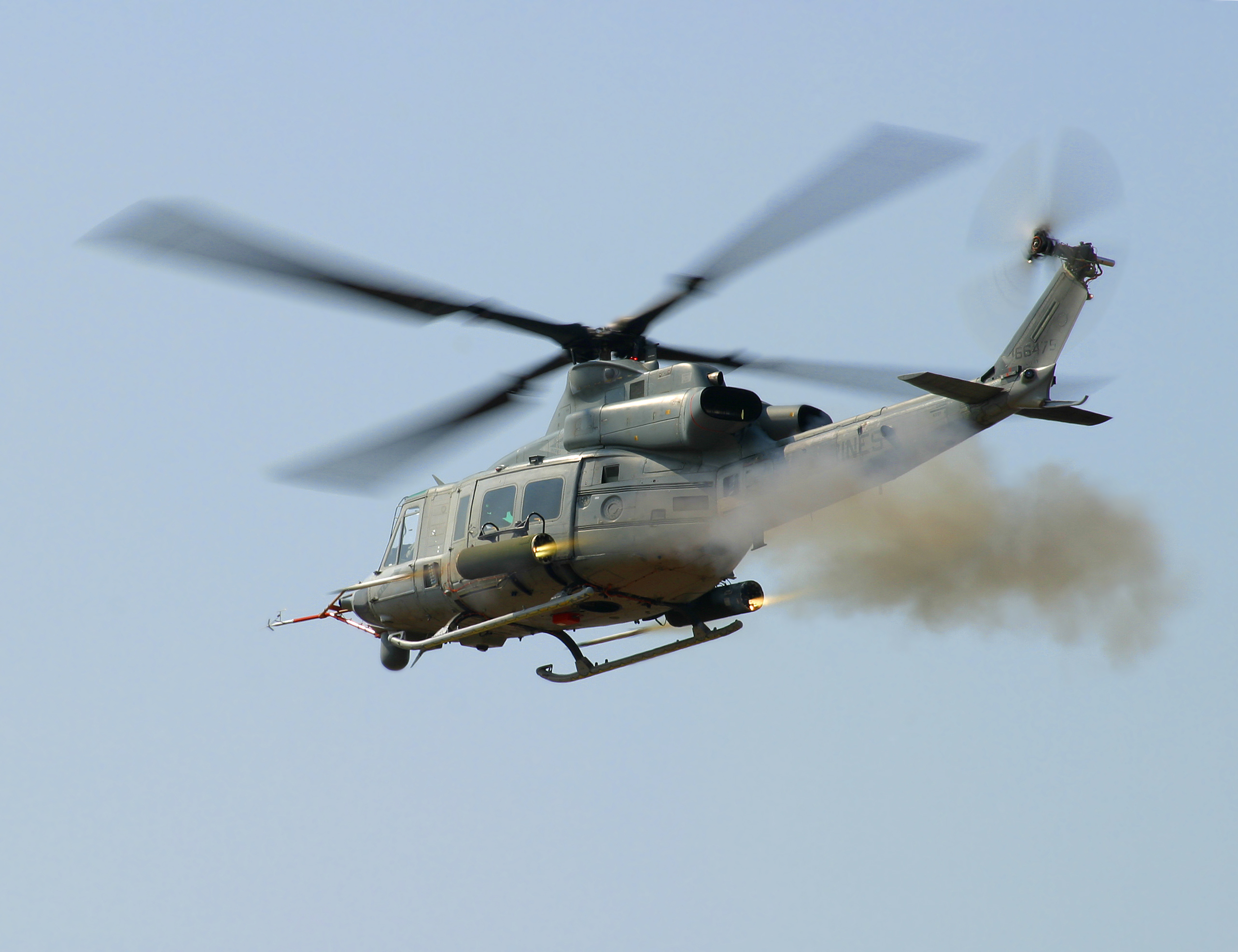
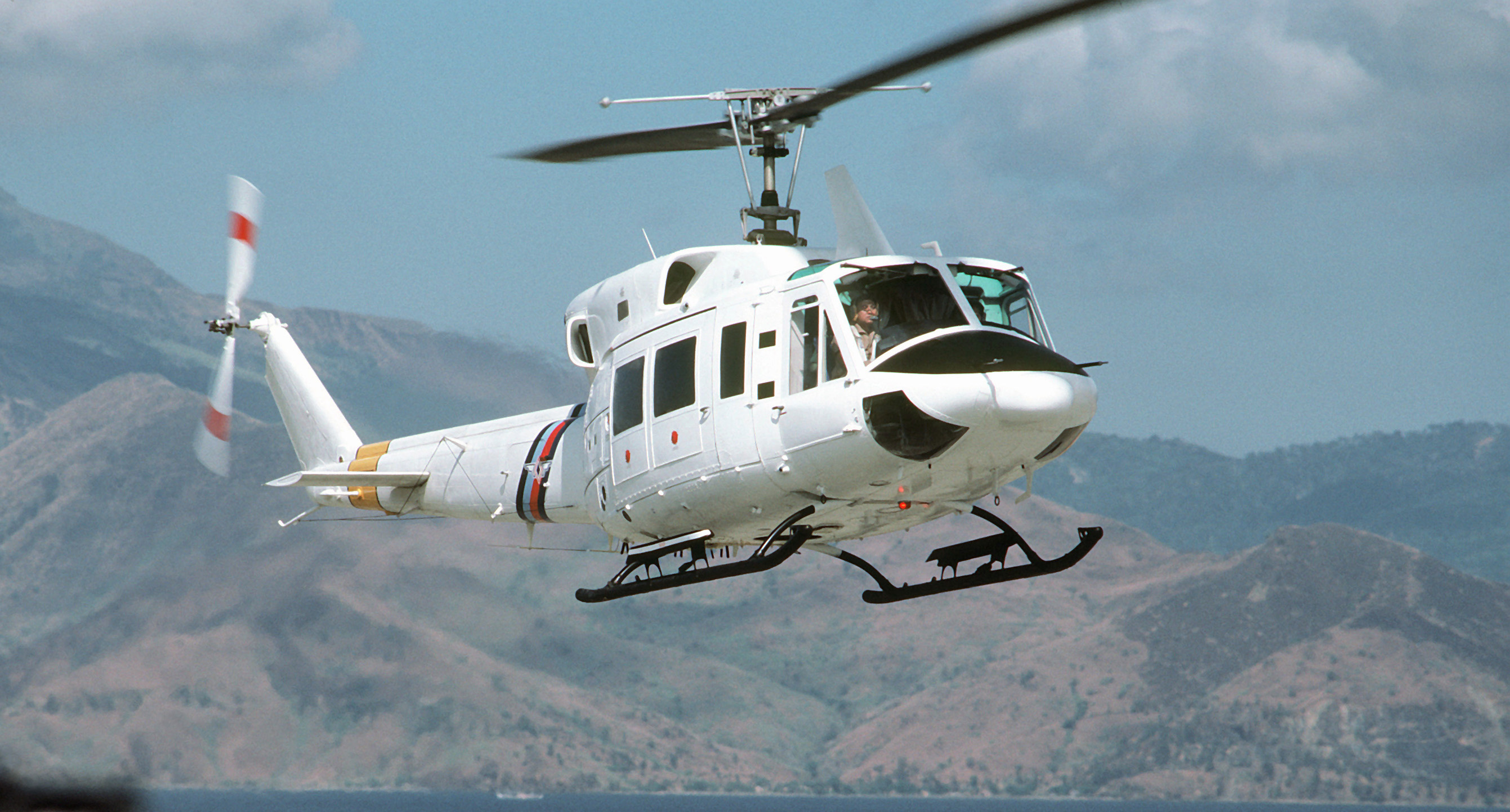
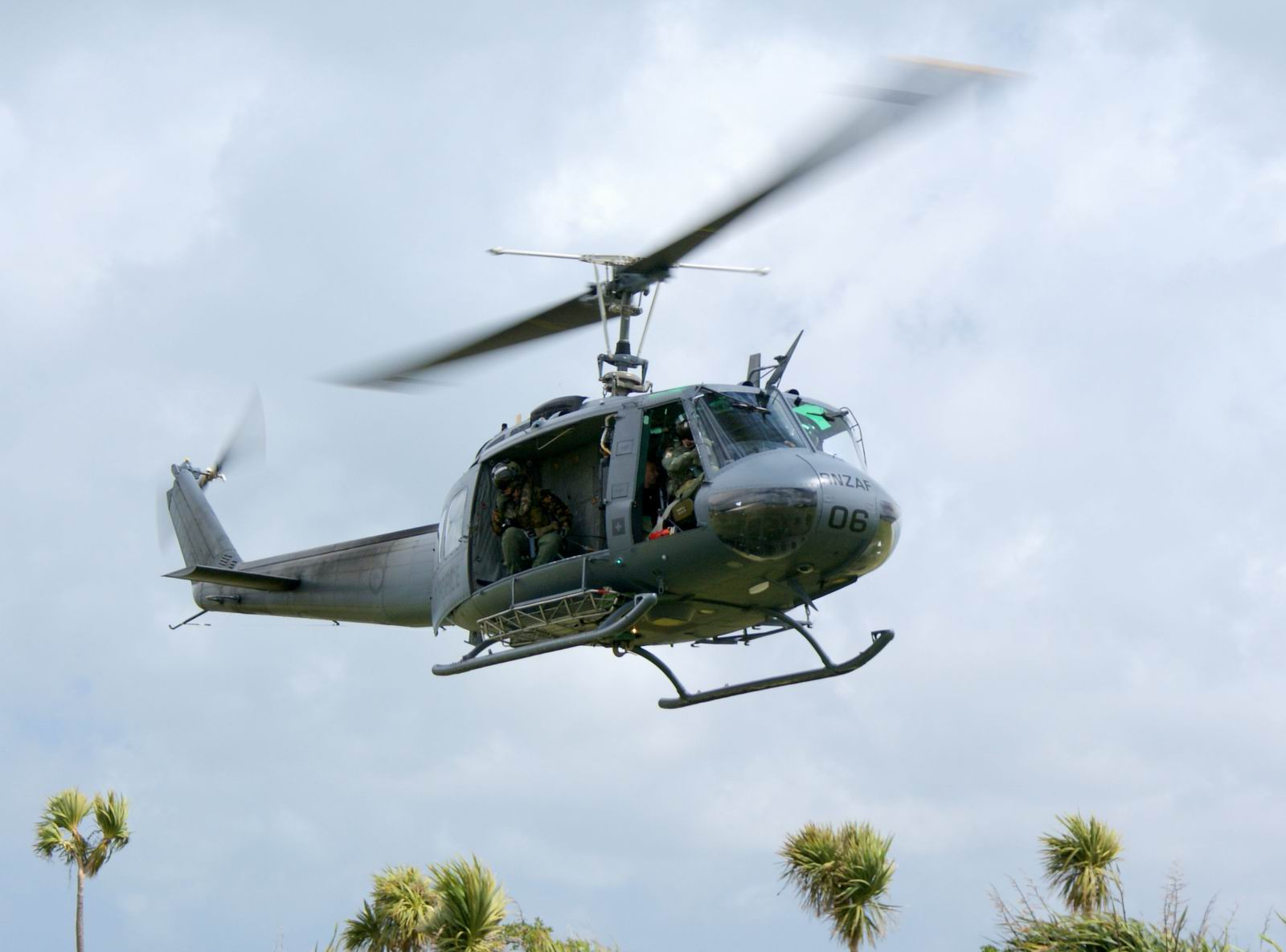
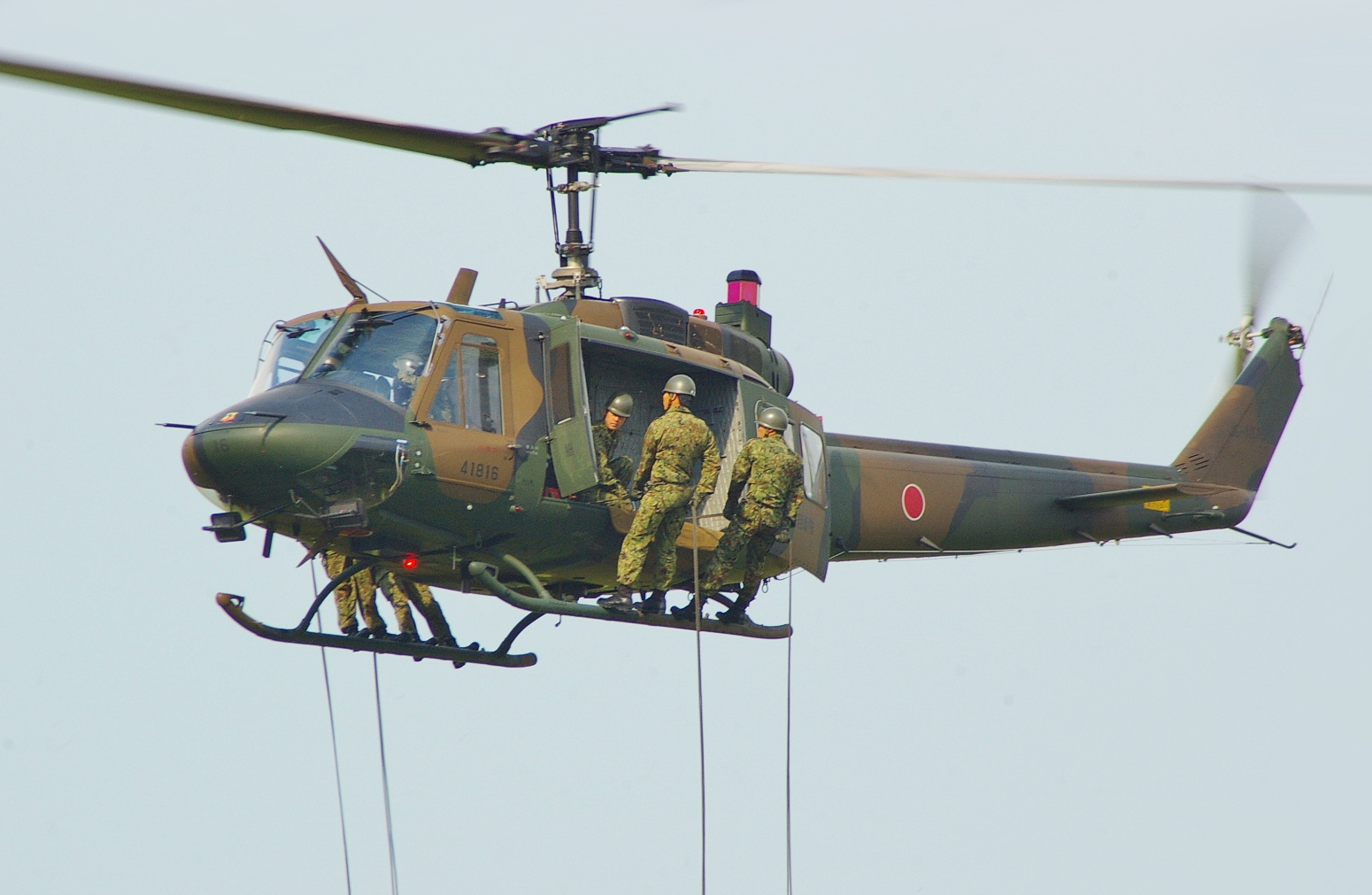
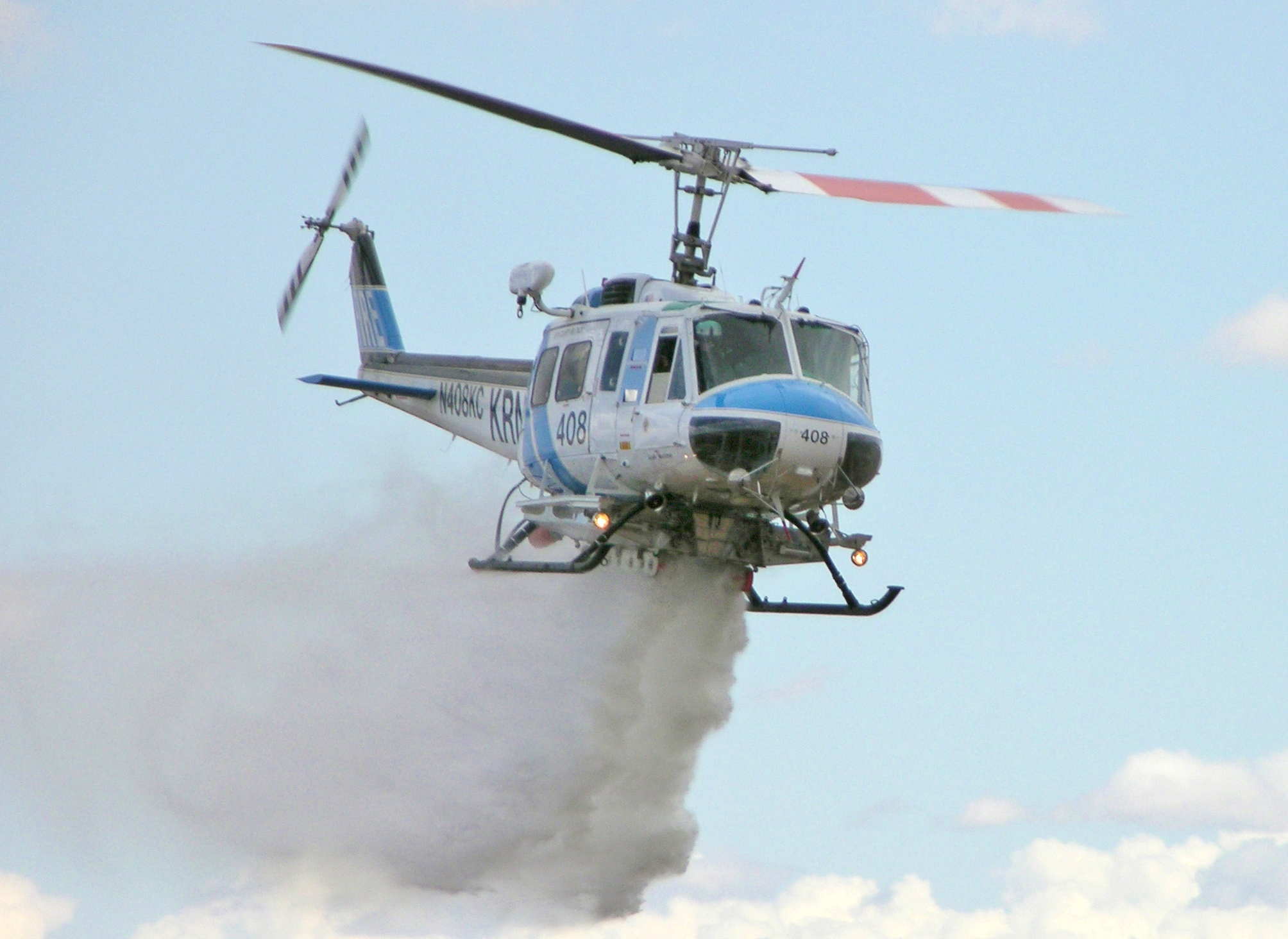
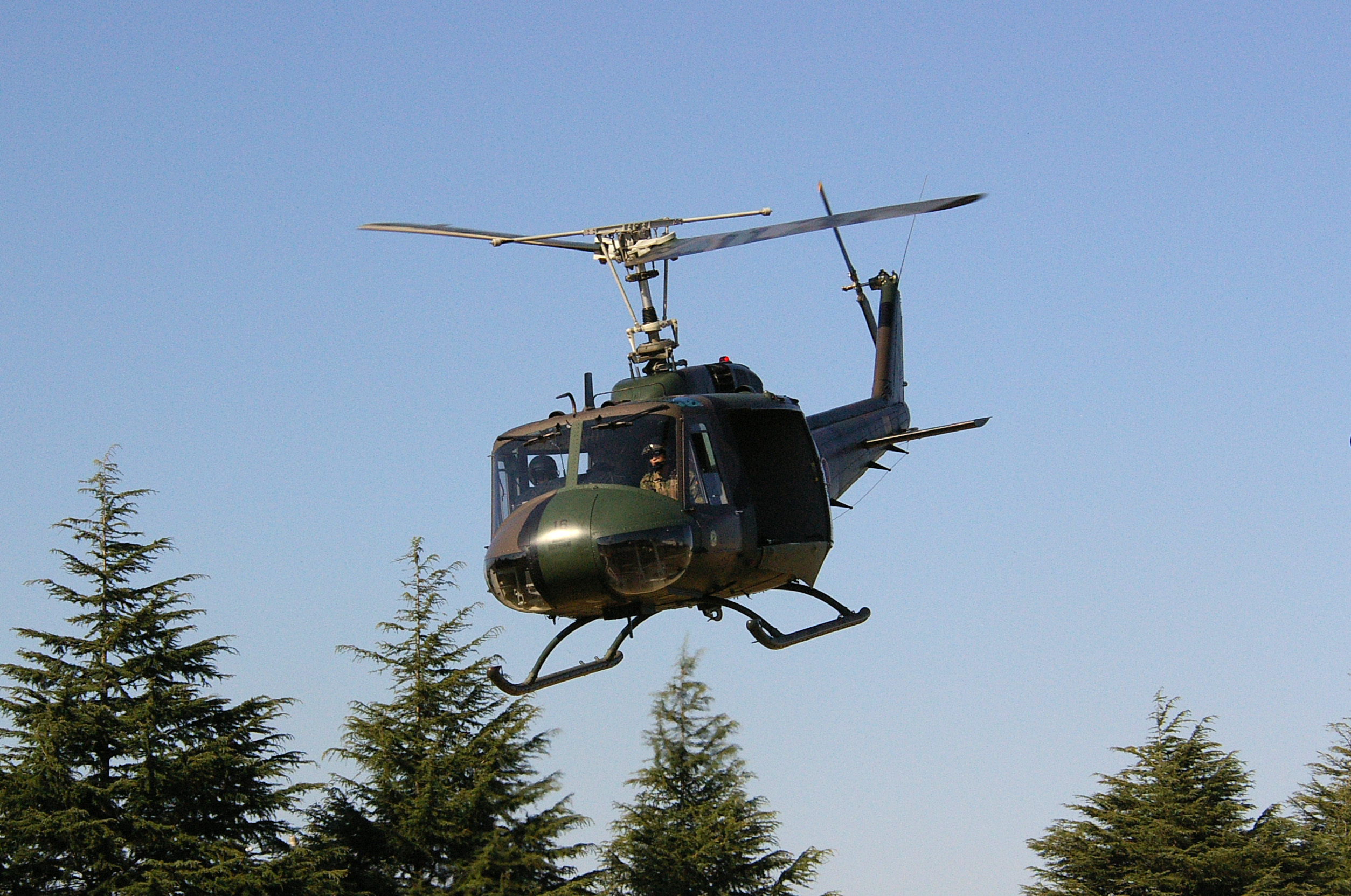
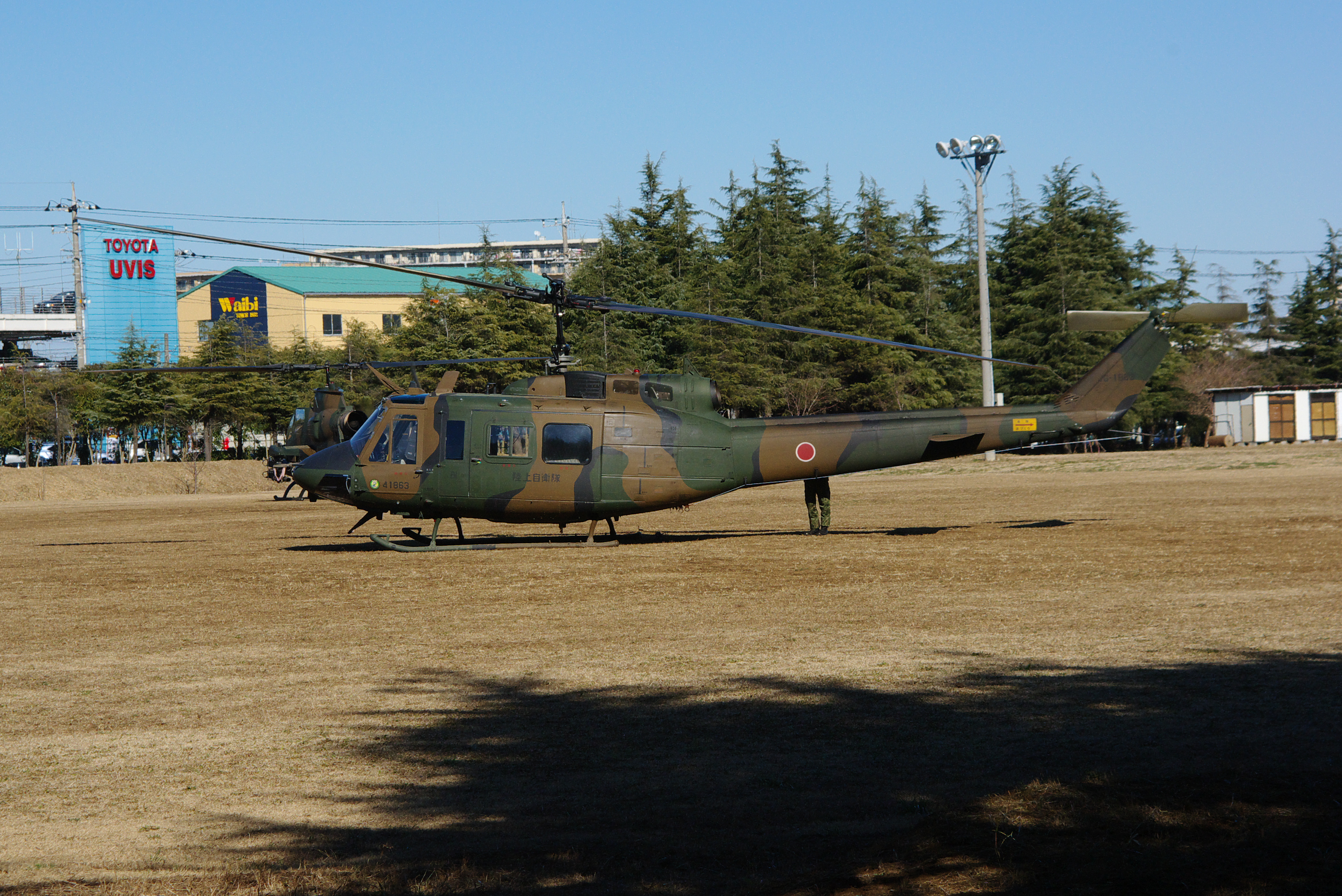